# リンドウ
リンドウ（竜胆）とは、リンドウ科リンドウ属の多年生植物である。1変種 Gentiana scabra var. buergeri をさすことが多いが、近縁の他品種や他種を含む総称名のこともある。別名はイヤミグサ。古くはえやみぐさ（疫病止草、瘧草）とも呼ばれた。秋に咲く青紫の花は、キキョウとともによく知られている。

## 名称
和名のリンドウは、植物名（漢方名）の竜胆／龍胆（りゅうたん）の音読みに由来し

苦味で古くから知られる熊胆（くまのい）よりも、さらに苦いという意味で「竜胆」と名付けられたものである。リンドウの全草は苦く、特に根は大変苦くて薬用になる。
地方による別名は、イヤミグサ、ケロリグサなどがあり、イヤミグサは、「胃病み草」の意味である。

## 分布・生育地
日本では本州（青森県六ヶ所村以南）、四国、九州に分布し、山地、丘陵地、湿った山野、草原に自生する。

## 形態・生態
多年草。根は、黄白色のひげ根状に何本も伸びる。茎は直立または斜め上に伸び、高さは20 - 100センチメートル (cm) 、葉は対生し、笹に似た卵状皮披針形で、葉柄はなく茎を抱く。葉身は細長く、3条の脈があり、指でこするとざらつき感がある。葉縁には鋸歯はないが、ルーペで見ると小さな突起がある。
花期は秋（9 - 11月ころ）で、茎頂や上部の葉腋に太い蕾を出す。花は晴天の時だけ開き、やや大型で鐘形のきれいな青紫色で、上向きにいくつも咲かせる。果実は蒴果で、枯れた花冠や萼に包まれたまま突き出し、熟すと縦に2裂する。種子は長さ1.5 - 2ミリメートル (mm) ほどでごく小さく、種皮には縦長に網目模様がついている。また、種子には翼がついていて風に乗って飛散される。
一般的に植物の成熟した花弁は光合成をしないとされているが、リンドウの花弁の緑色斑点は、葉と同じレベルの光合成活性を示すことが報告されている。
かつては水田周辺の草地やため池の堤防などにリンドウやアキノキリンソウなどの草花がたくさん自生していたが、それは農業との関係で定期的に草刈りがなされ、草丈が低い状態に保たれていたためだった。近年、そのような手入れのはいる場所が少なくなったため、リンドウをはじめこれらの植物は見る機会が少なくなってしまい、リンドウを探すことも難しくなってしまっている。

## 栽培
繁殖は挿し芽と播種によって行われる。挿し芽は、初夏に2 - 3節を切り取って、切り口を渇かさないようにして水上げして、挿し芽用土に挿すと、2 - 3週ほどで発根する。播種は秋にミズゴケに種を蒔く。
園芸植物や切り花として、または野草としてよく栽培されるが、園芸店で売られているものは別種のエゾリンドウの栽培品種である場合が多い。

## 利用
根には配糖体であるゲンチオピクリン、アルカロイドの1種ゲンチアニン、三糖体のゲンチアノースなどを含んでいる。
根は生薬のリュウタン（竜胆／龍胆）の原料のひとつとして用いられる。リンドウ科で、日本薬局方に収録されている生薬ゲンチアナの代用品。かつて根は民間薬として用いられた。竜胆は、地上部が枯れる10 - 11月に根を切らないように根茎を掘り上げて、茎を切り捨てて水洗いし、天日乾燥させて調整される。竜胆は、漢方専門薬局でも取り扱われている。
苦味質は一般に口内の味覚神経終末を刺激し、唾液や胃液の分泌を高め、消化機能の改善、食欲増進に役立つものと考えられている。リンドウ（竜胆）の苦味は、苦味健胃、消化不良による胃もたれ、食欲不振、胃酸過多に薬効があるといわれ、膵液、胆汁の分泌を増進する効果がある。漢方では、消炎解毒の作用があるものと考えられていて、処方に配剤されている。民間療法では、竜胆1日量2 - 3グラムを、水300 - 400 ccで3分の2ほどになるまで煎じ、食後3回に分けて服用する用法が知られている。食欲不振時のもう一つの用法は、竜胆をなるべく細かく刻んですり鉢などで粉末にしたものを、1回あたり0.1 - 0.2グラムを食後に水か白湯で飲む。患部の熱感をとる薬草で、排尿痛、排尿困難で排尿時に熱を感じるときや、目の充血や痛みで冷やすと痛みが楽になる人によいとも、患部に熱が溜まり、のどが渇いて冷たいものが欲しい人によいとも言われている。連用は避けることと、妊婦や患部が冷えている人への使用は禁忌とされている。
中国産のトウリンドウは、シベリア、朝鮮半島などに野生し、中国では竜胆として薬用されているが、苦味はリンドウよりも劣る。
リンドウの属名Gentianaは、薬用効果を発見したイリュリア人の皇帝ゲンティウス（Gentius）に由来する。リンドウの根は、トニックウォーターやリキュールなどの薬用酒、食前酒などに用いられる。例：Gentian liqueur、ウンダーベルク

## フォーム（品種）
本変種は変異が大きく、下記の通りいくつかのフォーム (form) に分類される。

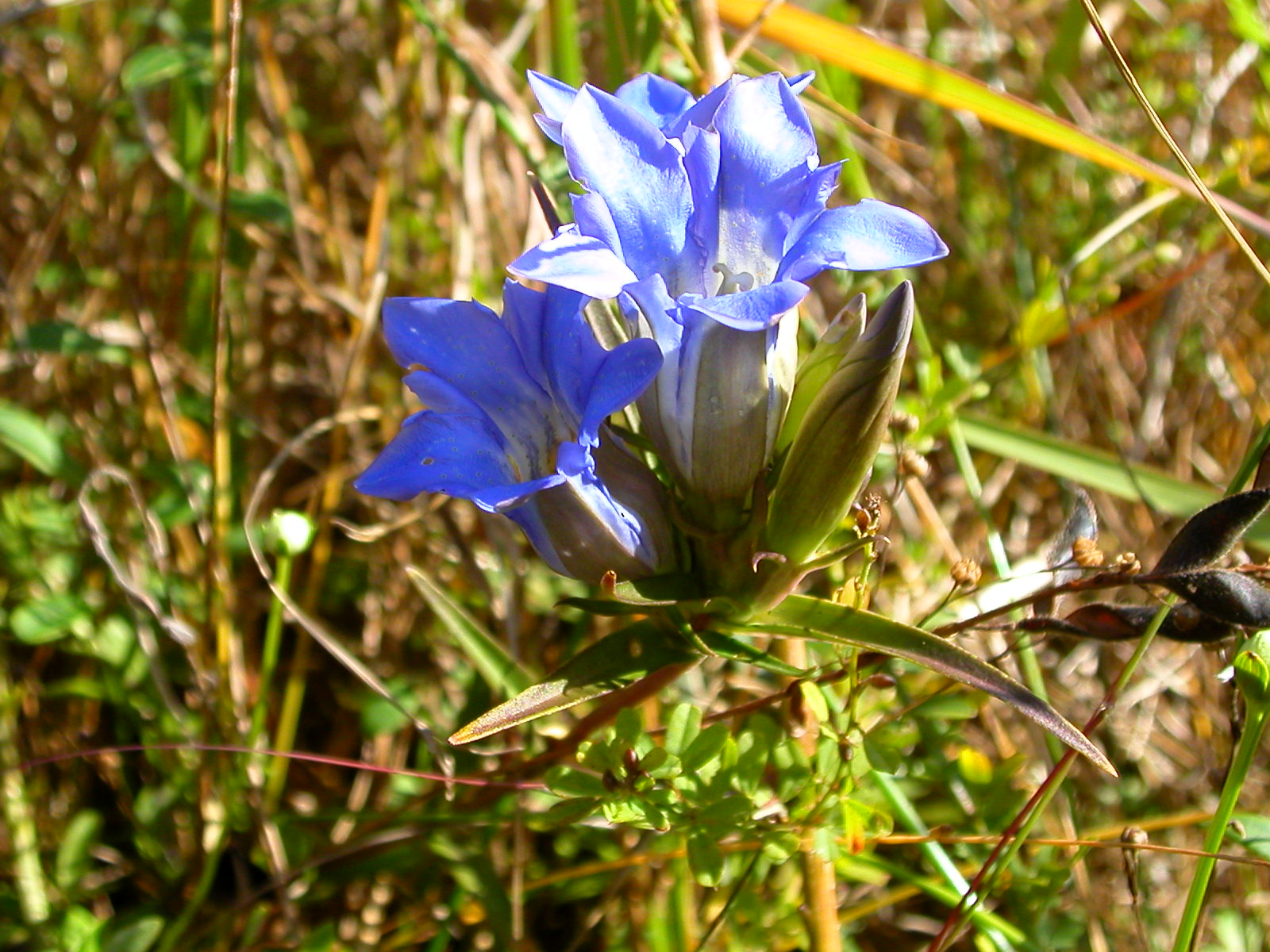
ホソバリンドウ
千葉県・成東市

ホソバリンドウ (G. s. var. b. f. stenophylla (H.Hara) Ohwi)
葉が細長いことが特徴。
シロバナリンドウ (G. s. var. b. f. albiflora Makino)
白い花をつけるフォーム。
キリシマリンドウ (G. s. var. b. f. procumbens Toyok.)
草丈がやや低く、比較的葉が細い。園芸品種の交雑親とすることが多い。
クマガワリンドウ (G. s. var. b. f. saxatilis (Honda) Masam.)
葉がやや細く、花の色がやや濃い。
アケボノリンドウ (G. s. var. b. f. alborosea N.Yonez.)

## 近縁種
類似の種に湿地に生えるエゾリンドウ、白花のササリンドウがある。
- エゾリンドウ（学名：Gentiana triflora var. japonica）- ホソバエゾリンドウの変種。北海道から本州の近畿以北に分布。
- オヤマリンドウ（学名：Gentiana makinoi） - 別名キヤマリンドウ。名は山中に生えることに由来する[13]。中部地方以北の亜高山帯に分布。
- タテヤマリンドウ（学名：Gentiana thunbergii var. minor） - ハルリンドウの1種で、名は立山に生えることに由来する[13]。北海道・本州中部以北の日本海側の亜高山帯に分布。
- フデリンドウ（学名：Gentiana zollingeri） - 二年草で、日が差すと花が開いて、陰ると花を閉じる[14]。日本（北海道から九州）・朝鮮半島・中国・樺太に分布。

## りんどうにまつわるエピソード
紀元前、イシュリアの王であったジェンテウスは、領民がペストに苦しめられていたことから山野に分け入り、神に「特効薬を教えてください。」と祈り矢を放った。するとりんどうの根に刺さったことから、これを薬用に用いたという。りんどうの英名「GENTIANA」は、ジェンテウスの名前が由来になっている。
日本では「竜胆」と書くが、これは葉の形が竜葵に似ており、肝のように苦いことからこの名前がついた。

## 象徴

### 県花
- 長野県
- 熊本県

### 市町村花
（）内は消滅
- 青森県：（南津軽郡浪岡町）
- 岩手県：八幡平市、岩手郡岩手町、和賀郡西和賀町、（岩手郡安代町、胆沢郡衣川村、九戸郡大野村）
- 秋田県：（仙北郡協和町）
- 宮城県：角田市、（玉造郡鳴子町）
- 山形県：東村山郡山辺町、最上郡最上町、大蔵村
- 福島県：岩瀬郡天栄村、（伊達郡霊山町、岩瀬郡岩瀬村、田村郡滝根町）
- 栃木県：那須郡那須町
- 群馬県：吾妻郡嬬恋村、高山村
- 千葉県：印旛郡栄町
- 神奈川県：鎌倉市、南足柄市
- 富山県：中新川郡上市町
- 山梨県：上野原市、（西八代郡市川大門町、北都留郡上野原町）
- 長野県：茅野市、木曽郡木祖村、（更級郡大岡村）
- 三重県：度会郡度会町
- 兵庫県：川西市、（朝来郡生野町）
- 岡山県：（苫田郡上齋原村）
- 山口県：（美祢郡秋芳町）
- 徳島県：勝浦郡上勝町
- 愛媛県：（上浮穴郡面河村）
- 熊本県：阿蘇市、阿蘇郡南小国町、（阿蘇郡蘇陽町）
- 宮崎県：（北諸県郡山田町）

### 竜胆紋（龍胆紋）

笹龍胆紋

リンドウを図案化した家紋。源氏の家紋として知られる笹龍胆紋のほか、竜胆車、二葉竜胆等がある。鎌倉市の市章は笹竜胆である。